# Ивано-Яковлевка
Ивано-Яковлевка — деревня в Колпнянском районе Орловской области России. Входит в состав Тимирязевского сельского поселения.

## География
Деревня находится в юго-восточной части Орловской области, в лесостепной зоне, в пределах центральной части Среднерусской возвышенности, на правом берегу ручья Покровский, к югу от реки Быстрая Сосна, на расстоянии примерно 3 километров (по прямой) к юго-востоку от посёлка городского типа Колпны, административного центра района. Абсолютная высота — 194 метра над уровнем моря.
Климат характеризуется как умеренно континентальный. Средняя температура января −8,5 °C, средняя температура июля +18,5 °C. Годовое количество осадков 500—550 мм. Среднегодовая температура воздуха составляет +4,6 °C.
Часовой пояс
Деревня Ивано-Яковлевка, как и вся Орловская область, находится в часовой зоне МСК (московское время). Смещение применяемого времени относительно UTC составляет +3:00.

## Население
| 2010 |
| ---- |
| 1    |

Половой состав
По данным Всероссийской переписи населения 2010 года в гендерной структуре населения мужчины составляли 100 %.
Национальный состав
Согласно результатам переписи 2002 года, в национальной структуре населения русские составляли 100 % из 11 чел.